# Enrique de Blois
Enrique de Blois (c. 1096-8 de agosto de 1171), a menudo conocido como Enrique de Winchester, fue un Abad anglonormando de Glastonbury desde 1126, y Obispo de Winchester desde 1129 a su muerte. Era hijo de Esteban Enrique, Conde de Blois y Adela de Normandía, hija de Guillermo el Conquistador y Matilda de Flandes. Era hermano menor, por tanto de Esteban, Rey de Inglaterra.

## Primeros años y educación
Enrique era uno de los cinco hijos de Esteban II de Blois, y Adela de Normandía (hija de Guillermo el Conquistador) y hermano menor de Esteban. Su fecha de nacimiento es incierta, junto con la de sus hermanos pero fue el cuarto o el hijo más joven y probablemente nació en Blois c.1096, antes de que su padre partiera para la primera cruzada, o posiblemente c.1100, poco después del regreso de su padre. El padre de Enrique murió en 1102 durante la Segunda Batalla de Ramla, dejando una propiedad con más de 350 castillos y grandes propiedades en Francia incluyendo Chartres.
Fue educado en Cluny y adherido a los principios de la reforma Cluniacense, lo que implicaba un sentido de humanismo y libertad intelectuales, así como altos estándares de devoción y disciplina.

## Abad y obispo
Enrique fue llevado a Inglaterra por Enrique I, para ser Abad de Glastonbury. El 4 de octubre de 1129, fue nombrado obispo de Winchester y se le permitió continuar al frente de su amada abadía de Glastonbury. Fue consagrado obispo el 17 de noviembre de 1129. Tenía ambiciones de convertirse en Arzobispo de Canterbury, pero se negó a abandonar su trabajo y obligaciones en Glastonbury. Poco después de su nombramiento como obispo, Enrique resintió su subordinación a Canterbury. Intentó convencer al rey para crear una tercera archidiócesis en el West Country con él al frente, pero el plan no resultó. Sin embargo, el 1 de marzo de 1139, durante el reinado de su hermano Esteban, Enrique obtuvo una comisión como legado apostólico, que elevó su rango por encima del de Teobaldo de Bec, Arzobispo de Canterbury, convirtiéndole en la figura más poderosa de la Iglesia inglesa durante el turbulento periodo de la Anarquía. De este modo, Enrique se convirtió en el hombre más poderoso y rico del reino solo por debajo de su hermano Esteban.
Esteban de Blois fue coronado rey en 1135, pero las relaciones entre los dos hermanos no fueron siempre pacíficas. Tras la Batalla de Lincoln en 1141, Enrique decidió apoyar a la Emperatriz Matilda; pero más tarde la encontró arrogante y codiciosa. Ese mismo año, Enrique volvió al bando de su hermano y, con la ayuda de la Reina Matilda y un ejército mandado por Guillermo de Ypres, su exitosa defensa de Winchester contra la Emperatriz marcó un punto de inflexión en la guerra civil. Como Abad de Glastonbury, Enrique se mantuvo en contacto con Pedro el Venerable en Cluny y tuvo conocimiento de la mayoría de las controversias en el continente, específicamente la persecución de Pedro Abelardo (a quien Pedro el Venerable defendía) y la traducción del Corán del árabe al latín (encargada por el propio Pedro el Venerable).

## Arquitectura
Antes y después de su elevación a Obispo, Enrique de Blois fue consejero de su hermano Esteban y le sobrevivió. En ese tiempo, diseñó centenares de proyectos, incluyendo pueblos y canales, abadías e iglesias más pequeñas. Estaba sobre todo orgulloso de sus contribuciones a los desarrollos de la abadía de Glastonbury, mucho tiempo antes del incendio de 1184. A diferencia de la mayoría de obispos de su edad, Enrique tuvo pasión por la arquitectura. Construyó las adiciones finales a la catedral de Winchester y al castillo Wolvesey en Winchester, incluyendo un túnel turístico bajo la catedral para hacer más fácil la visita a las reliquias para peregrinos. También diseñó y construyó adiciones a muchos palacios y grandes viviendas, incluyendo el castillo de Farnham, Surrey e inició la construcción del Hospital de St Cruz en Winchester. En Londres edificó el palacio de Winchester como residencia para los obispos de Winchester. En Roma, según relata John de Salisbury, adquirió numerosas esculturas antiguas, y justificó estas compras como manera de evitar que los romanos adoraran essos "ídolos".
Enrique fue el responsable de la construcción de seis castillos en 1138, concretamente los de Bishop's Waltham, Downton, Farnham, Merdon, Taunton, y Wolvesey. Sus contemporáneos se sorprendían ante el hecho de que un obispo fuera un constructor tan prolífico de fortificaciones. Mucha de la obra de Enrique se perdió cuando el nuevo rey Enrique II, ordenó demoler sus castillos.

## Literatura
Enrique era también un enamorado de los libros y su distribución. Escribió o patrocinó varios libros, incluyendo On the Antiquity of the Glastonbury Church de Guillermo de Malmesbury, amigo personal suyo. Patrocinó la Biblia de Winchester, la Biblia ilustrada más grande jamás producida. Es una enorme edición en folio de casi tres pies en altura. Esta Biblia aún se exhibe en Winchester, pese a que nunca se concluyó completamente. Su producción del Salterio de Winchester, también conocido como el Salterio de Blois, se conserva en la British Library y es considerada un Tesoro Nacional.

## Últimos años y muerte

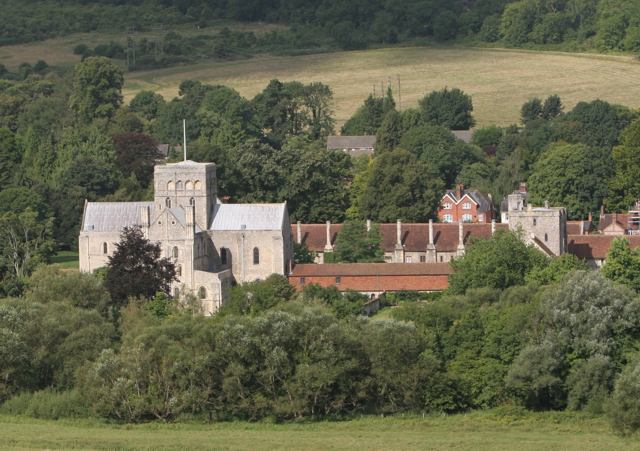
Hospital de St Cross fundado los años 1130 por Enrique

La expiración de la comisión legatina de Enrique a la muerte del papa Inocencio II el 23 de septiembre de 1143 le privó de gran parte de su poder. Sus esfuerzos para renovar la comisión fueron infructuosos, pero realizó una visita personal a Roma y aseguró varios favores para Glastonbury y la orden Benedictina. Poco después de la muerte de su hermano y la ascensión de Enrique II, el obispo se retiró a Cluny, donde había enviado gran parte del tesoro, al menos para dos años, y lloró la muerte de su mentor Pedro el Venerable, que falleció el Día de Navidad, 1156.
En sus últimos años, estuvo entre los Obispos forzados a aceptar las Constituciones de Clarendon en enero de 1164, lo que preparó el camino para la Controversia de Becket. Fue elegido para presidir el juicio a Thomas Becket y apoyo en secreto a la familia de Becket antes y después de su asesinato.
Enrique murió el 8 de agosto de 1171. Entre sus regalos a Cluny, figura un píxide decorado con gemas. Está enterrado en la catedral de Winchester en una sencilla cripta en el coro, pero hay controversia, ya que algunas fuentes afirman que fue enterrado en Cluny. Las investigaciones más recientes indican que estuvo sepultado un tiempo en una pequeña iglesia (Santa María la Virgen) en Ivinghoe, Buckinghamshire. Una explicación describe su corazón custodiado en Cluny mientras que su cadáver y otros artefactos fueron llevados de Ivinghoe a Winchester en el siglo XVII. Durante muchos años, se pensó que su sarcófago era el del rey William Rufus hijo de Guillermo el Conquistador. Durante su vida, fue posiblemente el hombre más rico y poderoso de Inglaterra, y se ha dicho que fue un rey sin un trono, y el poder detrás del trono. En las Antiquities, Guillermo de Malmesbury que le conoció bien, le describió diciendo, "Todavía, pese a su noble nacimiento, se ruboriza cuando es alabado."

## Citas
1. ↑  Ese nombre era también uno de los apodos de Enrique III de Inglaterra.
2. 1 2  British History Online: Bishops of Winchester Archivado el 14 de febrero de 2012 en Wayback Machine.; consultado el 2 de Noviembre de 2007
3. ↑  En el DNB se prefiere c.1096 sobre c.1100.
4. ↑  Carley, James P. (1988). Glastonbury Abbey. Guild Publishing. pp. 18–21. ISBN 0-85115-460-3.
5. 1 2  Fryde, et al. Handbook of British Chronology p. 276
6. ↑  McIlwain, John (1999), The Hospital of St Cross, page 4, Pitkin Unichrome Ltd, Andover. ISBN 0-85372-642-6
7. ↑  History of Farnham Castle consultado el 2 de Noviembre de 2007
8. ↑  J. Saresburiensis, Historia Pontificalis quae supersunt, R.L. Poole, ed. (Oxford) 1927:81f, noted in Roberto Weiss, The Renaissance Discovery of Classical Antiquity (Oxford: Blackwell) 1973:9.
9. ↑  Baggs, A.P. (1987). «Victoria County History – Wiltshire – Vol 11 pp19-77 – Parishes: Downton».  En Crowley, ed. British History Online. University of London. Consultado el 8 de julio de 2016.
10. ↑  Thompson, M. W. (1960). «Recent Excavations in the Keep of Farnham Castle, Surrey». Medieval Archaeology 4: 87. doi:10.1080/00766097.1960.11735640.
11. ↑  Henderson, Ernest. F. (1896). «The Constitutions of Clarendon, 1164». The Avalon Project at Yale Law School. Consultado el 4 de abril de 2018.
12. ↑  Lawrence Medieval Monasticism pp. 97–98

## Lectura complementaria
- Nakashian, Craig M. Warrior Churchmen of Medieval England, 1000-1250: Theory and Reality. Woodbridge: The Boydell Press, 2016
- Stacy, N. E. (February 1999). «Henry of Blois and the Lordship of Glastonbury». The English Historical Review 114 (455): 1-33. doi:10.1093/ehr/114.455.1.
- Townson, Nicholas. «Seals of Henry of Blois, mid-12th century».  En Foster, Richard, ed. 50 Treasures from Winchester College. SCALA. p. 39. ISBN 9781785512209.
- Jeffrey West, "A Taste for the Antique? Henry of Blois and the Arts," in C. P. Lewis (ed), Anglo-Norman Studies XXX: Proceedings of the Battle Conference 2007 (Woodbridge, Boydell Press, 2008), 213-230.